# Малама, Аристарх Ильич
Аристарх Ильич Малама (28 марта (9 апреля) 1793 — ?) — штабс-ротмистр Астраханского кирасирского полка, участник Отечественной войны 1812 года и Заграничных походов Русской Императорской Армии. (№ 19 по Родословному древу).
Родился 28 марта [9 апреля] 1793 года, православный, происходил из потомственных дворян Екатеринославской губернии.
На службе с 14 (26) июля 1809 года юнкером в Черниговском драгунском полку; 30 июля [11 августа] 1810 года — фанен-юнкер; 12 (24) декабря 1811 года — корнет Астраханского кирасирского полка; 6 (18) октября 1813 года за отличие произведён в поручики; 14 (26) мая 1816 года — штабс-ротмистр. Высочайшим приказом от 30 декабря 1816 [11 января 1817 год]а за подписью генерал-фельдмаршала, главнокомандующего 1-й Армией, Князя Барклая-деТолли уволен в отставку.
16 (28) мая 1820 года вступил в брак с Марией Михайловной, урождённой Клейн, дочерью подполковника.
Аристарх Ильич прошёл всю Отечественную войну и был в походах, сражениях и делах против неприятеля, а именно: в 1812 году — 14 (26) июля при Островне, 26 августа [7 сентября] в Генеральной баталии при Бородине (награждён «за отличную храбрость» Анненским оружием и орденом Св. Анны 4-й степени с мечами), 14 (26)—17 (29) при Березине;
в 1813 году — 20 апреля [2 мая] при Люцене, 8 (20) 9 (21) мая при Бауцене, 14 (26) августа при Дрездене, 17 (29) и 18 (30) августа при Кульме (получил Высочайшее благоволение), 4 (16), 5 (17) и 6 (18) октября в «битве народов» при Лейпциге - произведен в поручики за боевые отличия;
в 1814 году — 20 января [1 февраля] при Бриенне; участвовал в авангардных боях отряда генерал-лейтенанта графа П. П. Палена в феврале-марте: 12 (24) февраля при Труа, 15 (27) февраля при Бар-сюр-Обе, 19 февраля [3 марта] при Лабрусели, 20 февраля [4 марта] при Труа, 8 (20) 9 (21) при Арен-сюр-Обе, 13 (25) марта при Фершампенуазе, 18 (30) 19 (31) марта при сражении и взятии Парижа (награждён орденом Св. Владимира 4-й степени с мечами и бантом);
в 1815 г. — 28 июля [9 августа] при вступлении в Париж и до г. Вертю.
Особенно отличился Астраханский полк, в котором служил А. И. Малама, в Бородинской битве на одном из самых опасных участков, защищая Багратионовы флеши и Семёновский овраг. Во время боя за сей овраг французские кавалеристы корпуса Латур-Мобура (общая численность 30 эскадронов) вступили в бой с остатками русских частей, защищавших Багратионовы флеши. Кирасирам дивизии Лоржа удалось прорваться в тыл русских гвардейских полков, построенных в каре. На помощь гвардейцам подоспели кирасиры бригады генерал-майора Н. М. Бороздина, а следом — кавалеристы 4-го корпуса генерала К. К. Сиверса.

Неустрашимость их столь была сильна, — рапортовал о действиях своих кирасир командир 2-й бригады 1-й Кирасирской дивизии (куда входил Астраханский кирасирский полк) генерал-майор Н. М. Бороздин генерал-фельдмаршалу Барклаю-де-Толли, — что и большая убыль людей и лошадей убитыми и ранеными не в состоянии была расстроить их рядов, смыкающихся каждый раз в порядке. <…> Справедливость требует засвидетельствовать также и то, что все они [поименованные в наградном списке], равно и нижние чины, в сие жестокое сражение столь были мужественны, что казалось, решились жертвовать жизнию…
— 
Геройские контр-атаки Астраханских кирасир против тяжелой французской кавалерии привели к тому, что оными французы были отброшены за овраг. О том, какой ценой дались эти атаки и каково было сопротивление противника в этой схватке, говорят потери, которые понес Астраханский кирасирский полк: из 563 человек в живых после сражения осталось 95.

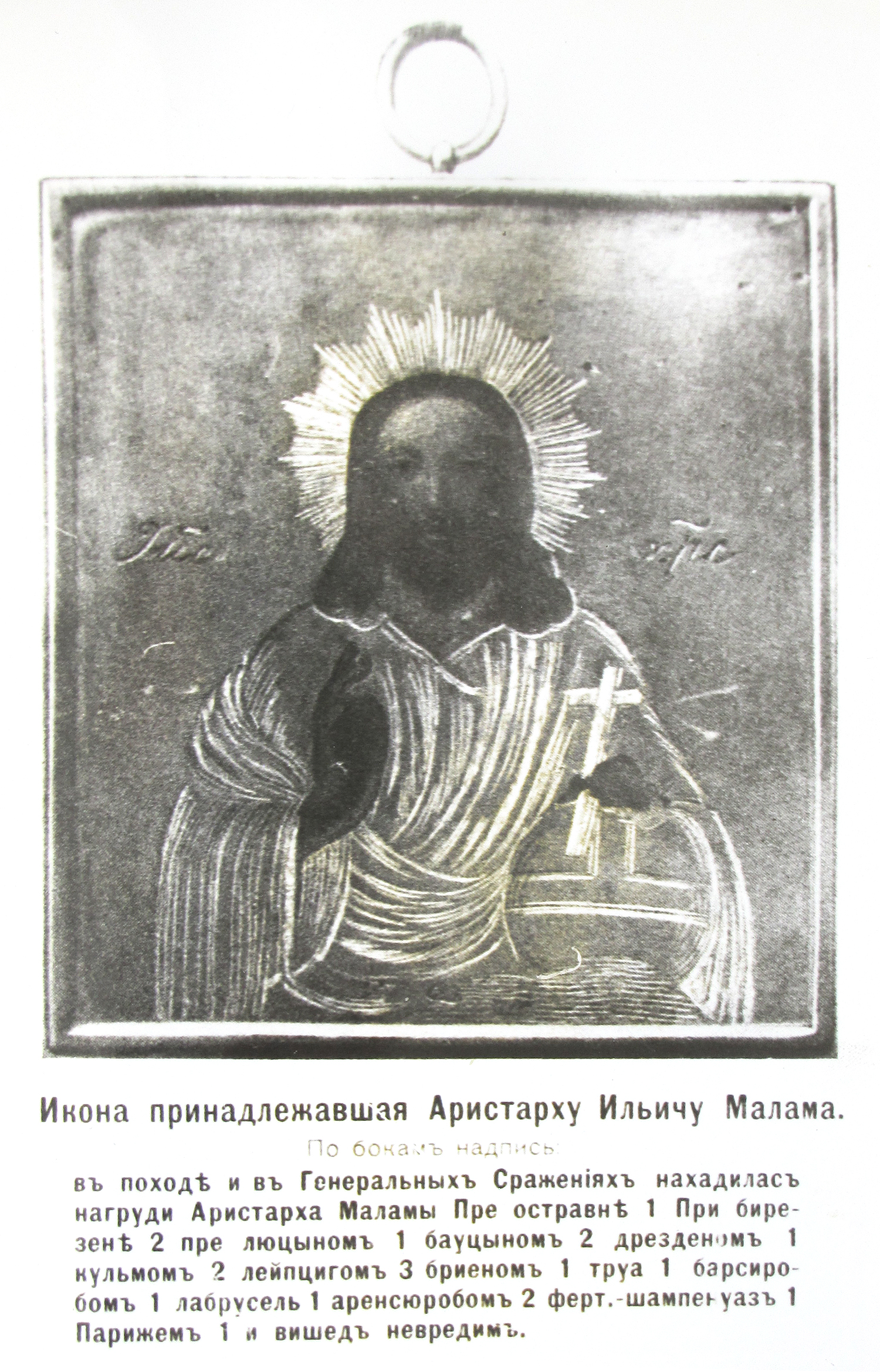
Нагрудная икона А. И. Маламы

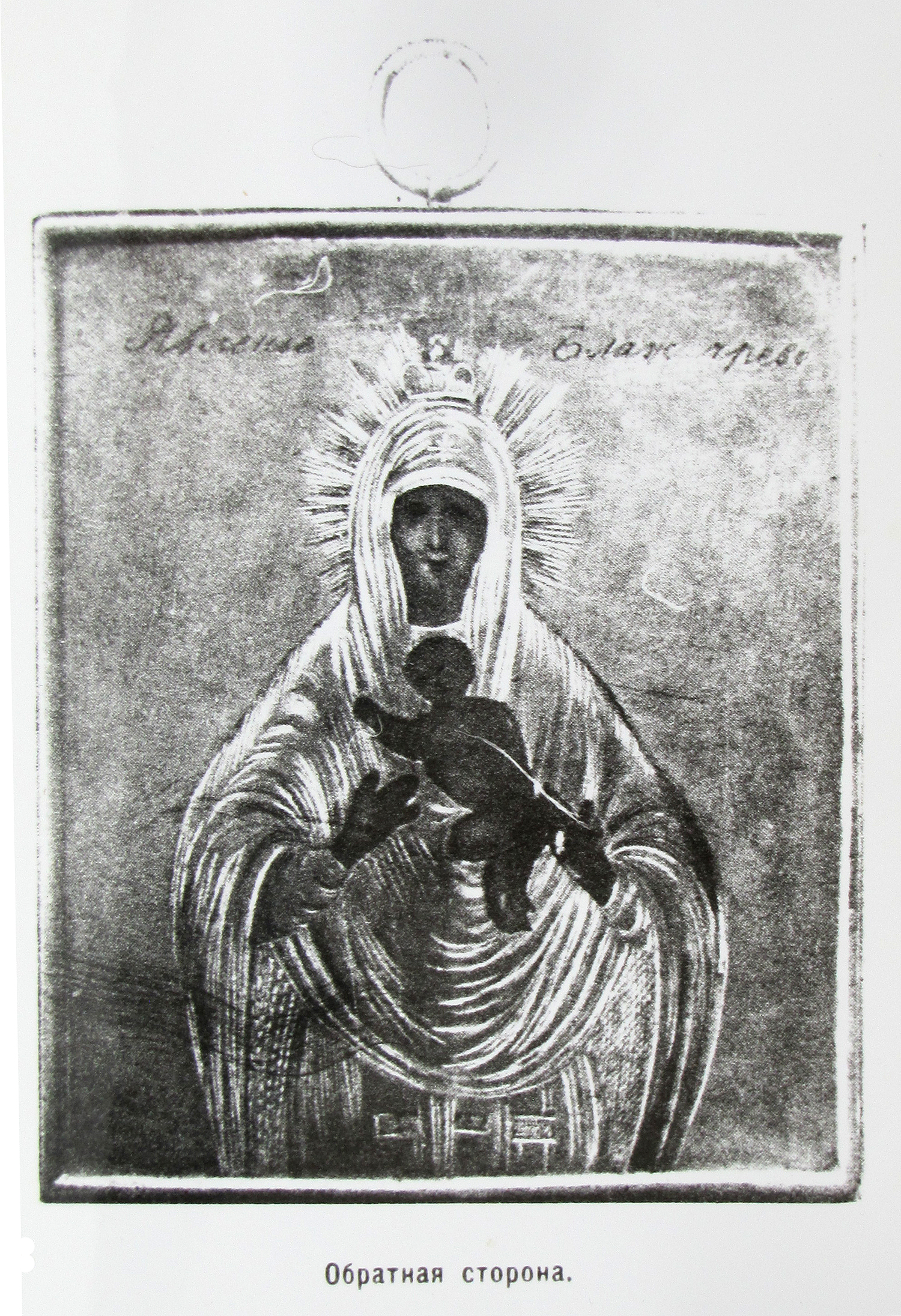
Нагрудная икона А. И. Маламы (оборотная сторона)

Аристарх Ильич, хотя в самом нежном возрасте (пяти лет) лишился безвременной кончиной своего любимого отца, в противовес многим вольнодумцам своего времени был человеком православным и глубоко верующим. Всю войну он молитвенно носил на своей груди родительское благословение: двустороннюю икону Спасителя и Его Пречистой Матери. На серебряном окладе сей иконы, по окончании войны, Аристарх Ильич в благодарность Богу и в назидание потомкам выгравировал по бокам иконы надпись:
«Въ походѣ и въ Генеральныхъ Сраженіяхъ нахадилась нагруди Аристарха Маламы Пре остравнѣ 1 При бирезенѣ 2 пре люцыномъ 1 бауцыномъ 2 дрезденомъ 1 кульмомъ 2 лейпцигомъ 3 бриенномъ 1 труа 1 барсиробомъ 1 лабрусель 1 аренсюробомъ 2 ферт.-шампенуазъ 1 Парижемъ 1 и вишедъ невредимъ.»
Портрет А. И. Маламы, как одного из участников Бородинского сражения, помещён в «Малороссийском родословнике» Модзалевского вместе с А. С. Милорадовичем.
Аристарх Ильич владел с. Ильинским (220 душ и 5000 десятин земли) в Верхнеднепровском уезде Екатеринославской губернии.